# Veneno (groupe)
Pour les articles homonymes, voir Veneno.
 (septembre 2018).
Veneno est un groupe musical espagnol formé en 1975.

## Historique
Le groupe Veneno était formé par Kiko Veneno et par Raimundo Amador Fernández et son frère Rafael.
En 1977, ils publient l'album éponyme produit par Ricardo Pachón. Le groupe se sépare en 1978.
En 1984, Kiko Veneno et Raimundo Amador se retrouvent pour lancer la chanson Si tú, si yo, avec la participation de la chanteuse Martirio, Manuel Salado et Ortiz Morales (en).
En 1989, Kiko et Raimundo sortent l'album El pueblo 'guapeao'.

## Réception
Bien que le premier album ne rencontra pas un grand succès commercial, il est considéré par la critique comme étant un des meilleurs disques espagnols de cette époque,,,. Les revues Rockdelux et Efe Eme l'ont désigné "Meilleur disque espagnol du XXe siècle".
Le disque s'est écoulé à 300 000 exemplaires.

## Discographie
- Veneno (CBS, 1977)
- Si tú, si yo (Epic, 1984)
- El pueblo 'guapeao'  (Twins, 1989)